# Apatit
Apatit (bắt nguồn từ từ tiếng Pháp apatite /apatit/), còn được viết là a-pa-tít, là một nhóm các khoáng vật phosphat bao gồm hidroxylapatit, fluorroapatit và cloroapatit. Các loại apatit này được gọi tên do trong thành phần tinh thể của chúng có chứa các ion OH-, F- và Cl-. Công thức chung của apatit thường được biểu diễn theo dạng nhóm thành phần như Ca5(PO4)3(OH, F, Cl), hoặc theo công thức riêng của từng loại khoáng vật riêng lẻ tương ứng như:
Ca5(PO4)3(OH), Ca5(PO4)3F và Ca5(PO4)3Cl.
Hidroxylapatit là thành phần chủ yếu tạo thành men răng. fluorroapatit có khả năng chống lại sự tấn công của axit tốt hơn hidroxylapatit, vì vậy trong thành phần của kem đánh răng có chứa một lượng các ion fluor dưới dạng natri fluorrua hoặc natri monofluorroapatit.
Ở Việt Nam, quặng apatit Lào Cai được khai thác chủ yếu để chế tạo phân bón cho nông nghiệp. Quăng apatit Lào Cai giàu hàm lượng P2O5 được nhà máy Supe Phosphat và hóa chất Lâm Thao sử dụng để sản xuất phân bón. Loại có hàm lượng P2O5 nghèo hơn được sử dụng để làm phân lân nung chảy và loại quặng nghèo có hàm lượng P2O5 dưới 18% được sử dụng để tuyển nổi làm giàu tại Nhà máy Tuyển quặng apatit ở Lào Cai. Sau khi tuyển nổi, hàm lượng quặng tinh P2O5 đạt trên 32% cũng được sử dụng để sản xuất phân bón. Một lượng nhỏ quặng apatit tại Lào Cai cũng được sử dụng trực tiếp để sản xuất phosphor vàng.